# Onegesios
Onegesios (bzw. lateinisch Onegesius; gest. nach 449) ist der Name eines vornehmen Hunnen, der Mitte des 5. Jahrhunderts eine ranghohe Stellung am Hof Attilas bekleidete.
Onegesios ist die (griechische) Namensform, die der zeitgenössische Geschichtsschreiber Priskos überliefert hat. Priskos befand sich im oströmischen Staatsdienst und reiste 449 zusammen mit dem oströmischen Gesandten Maximinos an den Hof Attilas. Über diese Gesandtschaft und die gesammelten Erfahrungen berichtete Priskos ausführlich in seinem Geschichtswerk. Dieses ist zwar nur fragmentarisch überliefert, doch ist ein längerer Auszug erhalten (Fragment 8 in der Priskosedition Pia Carollas), in dem auch auf Onegesios eingegangen wird.
Den Schilderungen des Priskos zufolge genoss Onegesios am Hof großes Ansehen und sei diesbezüglich nur von Attila selbst übertroffen worden. Onegesios scheint zu den vornehmsten hunnischen Großen gezählt zu haben (logades), die am Hof auch um Einfluss wetteiferten. Er wurde von Attila mit diplomatischen Missionen betraut (so zu den Akatziren) und stand mehrmals in Kontakt mit oströmischen Gesandten, wobei er den Schilderungen des Priskos zufolge loyal die Standpunkte Attilas vertrat. Am Hof unterhielt er eine prächtige Unterkunft, zu der auch ein römisches Badehaus gehörte.
Nach 449 verliert sich seine Spur, wenngleich er eventuell mit einem gewissen Hunigasius identisch ist, der 451 als Dolmetscher Attilas während dessen Gallienfeldzugs fungierte.